# Мендзилесе (гміна Сецемін)
Мендзилесе (пол. Międzylesie) — село в Польщі, у гміні Сецемін Влощовського повіту Свентокшиського воєводства.